# Alter Friedhof (Luzern)

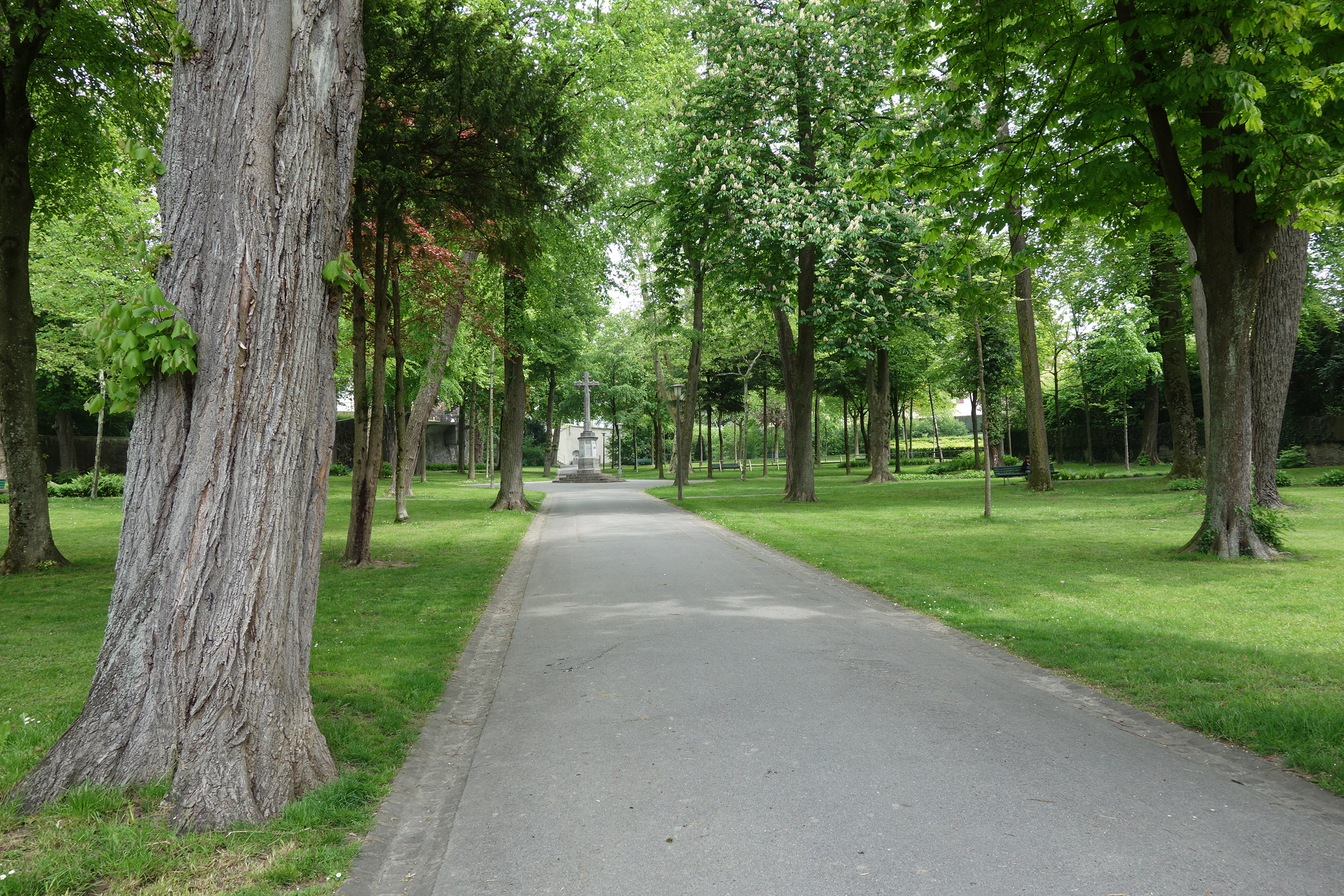
Ehemaliger Friedhof auf der Propsteimatte

Der Alte Friedhof ist ein ehemaliger Friedhof in der Stadt Luzern.

## Geschichte
Mit dem Bevölkerungswachstum zu Beginn des 19. Jahrhunderts wurde der Platz auf dem über 200 Jahre wichtigsten Friedhof in den Hallengräbern und im Freien rund um die Kirche (St. Leodegar im Hof) zunehmend knapp. Nach jahrelanger Suche und Verhandlungen konnte 1839 mit dem Bau einer Ersatzanlage auf der sogenannten Propstei-Matte nordöstlich des bisherigen Standorts begonnen werden.

Alter Friedhof auf dem Stadtplan 1890

Die einfache Anlage war durch Wege in sechs Felder unterteilt und von einer Mauer umgeben. 1861 wurde der katholische Friedhof südöstlich durch einen kleinen protestantischen Friedhof ergänzt.
Allerdings war einerseits der Untergrund für Bestattungen schlecht geeignet, andererseits die Anlage schon bald wieder zu klein. Mit der Eröffnung des Friedhofs im Friedental 1885 konnte der Friedhof auf der Propstei-Matte bereits wieder geschlossen werden.
Das Gelände wurde zunehmend mit Bäumen bepflanzt. Die letzten Gräber wurden erst 1927 weggeräumt. Bestehen blieben das aus dem Jahr 1849 stammende Friedhofskreuz, zwei Grabplatten für die beiden liberalen Politiker Jakob Robert Steiger und Kasimir Pfyffer sowie ein Obelisk zur Erinnerung an die Opfer des Freischarenzuges vom 31. März / 1. April 1845.
1927 wurde der Friedhof in einen Park umgewandelt, später mit Parkbänken und einem Kinderspielplatz ergänzt. In den Jahren 2005/2006 erfolgte eine gartenarchitektonische Restaurierung. Dank seinem alten Baumbestand und der Lage etwas abseits der Touristenströme ist die 9910 m² grosse städtische Grünanlage heute wieder ein Ort der Ruhe.